# Sigfrid Galbany i Abril
Sigfrid Galbany i Abril (Cabrils, Maresme, 23 d'agost de 1936 - Cabrils, Maresme, 20 de juny de 2024) fou un compositor de música diversa, cançons, havaneres i sardanes, algunes instrumentades per a cobla i d'altres per a piano.

## Biografia
Als deu anys va començar a estudiar teoria solfeig i piano amb Elvira Rigau i Oliver, filla del gran compositor i un dels renovadors de la sardana, Pere Rigau (Barretó), fundador de la cobla orquestra Montgrins, amb qui anys més tard mantindria una llarga relació tant professional com d'amistat.
Als 15 anys va compondre la seva primera sardana Enyorances per a piano. Va continuar estudiant fins que el van requerir per fer el servei militar a Manresa, allà va estudiar harmonia i composició amb el manresà Àngel Noguera i Alegre, fins que el van destinar a la Pobla de Segur.
Quan va tornar, va seguir els seus estudis fins que es va llicenciar. Acabat el servei militar, va conèixer el gran mestre director i fundador de la cobla orquestra Girona, Josep M. Boix, que va donar-li algunes lliçons i al que el va unir una bona amistat que durà fins a la mort del mestre. L'any 1973,la mateixa cobla "Girona li va estrenar la seva primera sardana Enyorances.

## Obres
Entre les seves composicions es troben més de cent cinquanta sardanes, una trentena d'havaneres, alguna peça religiosa, cançonetes i peces clàssiques. Continua component. L'any 1999 va gravar el seu primer C.D. Sardanes amb el Castell de Burriac com a tema central, i sense cap tipus d'ajut econòmic. L'any 2000,per la festa major d'agost, l'ajuntament li va fer un reconeixement, per la seva contribució a la cultura popular i al seu esforç per portar la sardana i el nom de Cabrils a tot arreu. Va continuant component i gravant CDs, sempre amb la cobla Montgrins, amb qui l'uneix una bona amistat i sempre pagat de la seva pròpia butxaca.
El dia 1 de gener de l'any 2009 a Tossa de Mar, li van estrenar Cap d'any a Tossa, va ser tot un èxit i davant la seva sorpresa va anar passant eliminatòries de la sardana de l'any fins a quedar finalista. Paral·lelament al seu poble natal li van atorgar el primer premi de "La Concòrdia" que premia la divulgació cultural del poble.
La seva sardana Cap d'any a Tossa va quedar guanyadora de la sardana de l'any 2009, al Palau de Congressos i exposicions de Perpinyà, amb 582 vots. Arran d'això l'ajuntament de Cabrils va atorgar-li la Creu del Terme, màxim guardó del poble i que es concedeix en comptades ocasions, l'ajuntament de Tossa de Mar també hi va participar, i durant l'acte institucional li va fer entrega de l'estàtua de l'Ava Gardner que presideix el castell de la vila vella, simbolitzant així l'agermanament de les dues viles.Després va signar al llibre d'honor del poble i tot seguit es va continuar la festa amb una ballada de sardanes amb els Montgrins i un dinar de germanor amb actuacions de colles sardanistes, rapsodes recitant poesies del mateix autor i del seu pare inclús va actuar una coral nòrdica.

### Sardanes més significatives
| Nom de la sardana       | Any  |
| ----------------------- | ---- |
| A Vicenç Urpí           | 2005 |
| Cap d'any a Tossa       | 2009 |
| De Montcabrer a Burriac | 2009 |
| Ermita de Sant Pau, L'  | 2009 |
| Trull de Lloret, El     | 2009 |